# Dê Sahel
Dê Sahel là một giống dê có nguồn gốc từ Tây Phi chúng được nuôi là sử dụng chủ yếu cho sản xuất thịt dê và lấy da dê. Giống dê này cũng được biết đến bởi một số tên khác như Cheèvre bariolée, Fulani, Gorane, Nioro, Niafounké, Sahélienne, Sahel, và Dê Tây Phi cẳng dài. Chúng là giống đê thích nghi với thời tiết khô hạn ở vùng châu Phi sa mạc.

## Phân bố
Những con dê Sahelian thuộc nhóm dê đồng cỏ khô (Savanna) với nhiều loại và phân nhóm được nuôi ở vùng Saharan và vùng hạ Sahara. Loại dê Sahel được phân bố ở phía bắc và tây bắc của Mali. Con dê Sahelian phù hợp nhất với môi trường sa mạc hoặc bán sa mạc hoang vu và chúng lại không chịu được những vùng có độ ẩm cao. Giống dê này phân bố rộng rãi ở các vùng khô hạn và khô cằn của Sahel, phía bắc 12°N từ trung tâm Chad ở phía đông đến bờ biển Đại Tây Dương ở phía tây và cũng vào phía nam Sahara.
Đây chính là nơi thích hợp nhất, nơi mà hầu hết dê Sahelian của thế giới được tìm thấy, mặc dù một số giống dê này cũng có thể được tìm thấy ở những nơi khác trên thế giới, đặc biệt là ở những nơi như môi trường hoặc điều kiện thích hợp. Giống dê Sahelian không phải là giống dê có khả năng chịu được hạn hán, và chúng thường không tồn tại trong rừng rú rậm và những bụi cây cỏ dày đặc. Chúng là những động vật rất mạnh mẽ được tìm thấy và tồn tại giỏi chỉ trong môi trường sa mạc. Chúng đặc biệt thích nghi với cuộc sống du mục và có thể ăn nhiều loại thực vật được tìm thấy trong khu vực bản địa của chúng.

## Đặc điểm
Dê Sahelian là một con vật có kích thước nhỏ. Chúng có bề ngoài mỏng với thân hình hẹp, ngực nông và mông ngắn. Chúng có lớp lông tóc ngắn cứng với nhiều màu sắc. Màu sắc của chúng thay đổi từ màu trắng tuyền, màu kem sang màu đỏ, màu đen hoặc xám rải rác hoặc nhẵn, xám, nâu hoặc đen. Chúng có đôi chân dài, và tai không có vành. Cả hai giới đều và không có sừng. Hầu hết trong số chúng (khoảng 70%) những cái nọng. Bộ phận sinh dục ở những con dê nái và bìu ở những con dê đực được chia làm hai nửa.
Chiều cao trung bình của dê Sahelian trưởng thành là khoảng 70–85 cm, và 65–75 cm. Dê đực thì năng trên trọng lượng trung bình khoảng 38,5-5,7,7 kg, và trọng lượng trung bình của nó là khoảng 25 đến 34 kg. Con dê Sahelian là giống dê đa năng. Nó là một giống dê cho thịt tốt, tốt cho sản xuất da, và cũng rất hiếm khi được nuôi bằng sữa. Giống Sahelian là loài động vật rất mạnh và khỏe mạnh. Những lần nhân giông đầu tiên xảy ra thường khoảng 18 tháng tuổi. Những con dê nái có thể đẻ hai con mỗi lứa, nhưng hầu hết chúng chỉ sinh một con (gần 70%) và thời kỳ cho con bú của chúng thường là 5-6 tháng.